# Saint Felix School
Saint Felix School es una escuela diurna e internado, mixta, privada, para niños de 2 a 18 años en Reydon, Southwold, Suffolk, Inglaterra. La escuela fue fundada en 1897 como escuela para niñas, pero ahora es mixta.

## Historia
La escuela fue fundada en 1897 como escuela para niñas por Margaret Isabella Gardiner.
En septiembre de 1902, se había comprado el sitio actual de la escuela y se habían completado las primeras cuatro pensiones y el bloque de enseñanza. En 1909, Lucy Mary Silcox asumió el cargo de directora en sustitución del director fundador. La lista de estudiantes creció y en 1910 se construyeron el Salón de Asambleas Gardiner y una biblioteca y en 1914 le siguió Clough House.

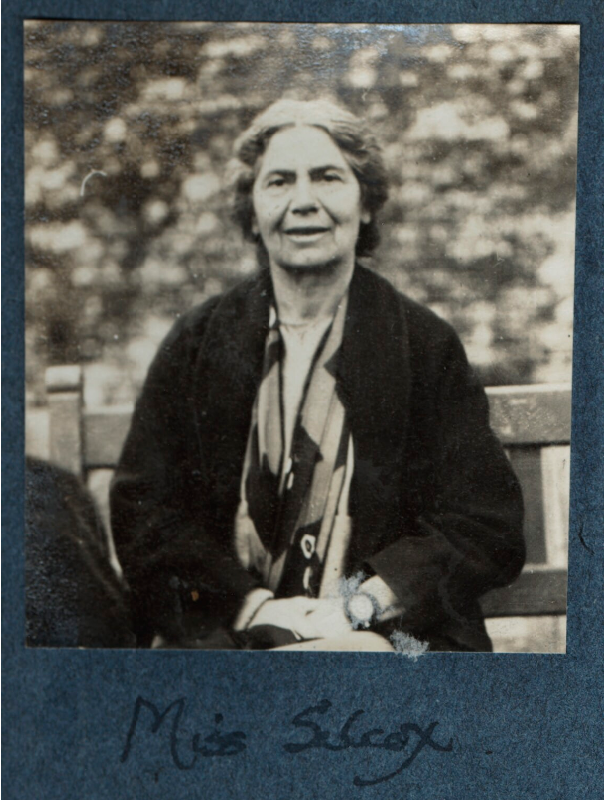
Señorita Silcox por Lady Ottoline Morrell en 1925.

Silcox pudo traer a la escuela a pensadores y artistas destacados y se encontró dinero para comprar esculturas  y pinturas. Las pinturas modernistas inspiraron a alumnos como la artista Gwyneth Johnstone, quien recordaba haber visto obras de Chistopher Wood en la escuela. Silcox dirigió a las niñas en obras de teatro griegas antiguas. Los estudiantes sabían que ella era la presidenta de la Unión Nacional de Sociedades de Sufragio Femenino local mientras daba charlas en las aldeas circundantes en apoyo a que las mujeres obtuvieran el voto. La escuela continuó durante la guerra de 1914-18 y durante el año escolar 1916-1917 hubo un puesto de avanzada de la escuela en Penmaenmawr ya que algunos padres estaban preocupados por la seguridad de sus alumnos. Toda la escuela fue evacuada tres veces y la escuela acogió a algunos refugiados serbios.

## Hoy
La escuela acoge a bebés y niños pequeños en la guardería St Felix y a niños de hasta 18 años en Sixth Form. La escuela ofrece internado durante todo el trimestre, semanal o "flexi". La directora actual es la Sra. Annie Hardcastle.

## Antiguos alumnos notables
- Griselda Allan – artista
- Jane Benham MBE: artista y marinero que trabajó para preservar las barcazas del Támesis
- Dorothea Braby - artista e ilustradora
- Dorothy Elizabeth Bradford - pintora
- Stella Browne - feminista y reformadora de la ley del aborto
- Natalie Caine - instrumentista de viento de madera [9]
- Constance Coltman - la primera mujer ordenada al ministerio cristiano en Gran Bretaña [10]
- Katherine Laird Cox - modelo, magistrada
- Nora David, baronesa David - política y compañera vitalicia [11]
- Phyllis Gardner - artista y criadora de perros
- Nick Griffin: exlíder del BNP y eurodiputado por el noroeste de Inglaterra (1999-2014) [12]
- Lilias Rider Haggard MBE - hija de Sir Henry Rider Haggard y autora por derecho propio [13]
- Norman Heatley OBE - bioquímico [14]
- Gwyneth Johnstone - pintora
- Emily Beatrix Coursolles Jones - novelista
- Nancy Lyle - tenista
- Violet Helen Millar, más tarde condesa Attlee, esposa de Clement Attlee
- Madre Maribel de Wantage - monja y artista anglicana [15]
- Anna Russell - cantante y comediante [16]
- Enid Russell-Smith DBE - funcionaria [17]
- Mary Snell-Hornby - especialista en traducción
- Constance Tipper - metalúrgica y cristalógrafa [18]
- Hannah Waterman - actriz
- Dame Barbara Woodward - diplomática

## Personal notable
- Lucy Mary Silcox, directora de 1909 a 1926 [2]
- Anne Mustoe, directora de 1978 a 1987 [19]
- Ivey Dickson, pianista [20]